# Freethiel Stadion
Freethiel Stadion – stadion piłkarski, położony w mieście Beveren, Belgia. Swoje mecze na tym obiekcie rozgrywa zespół Waasland-Beveren. Jego pojemność wynosi 12 930 miejsc, w tym 9 300 miejsc stojących.